# Steve Gohouri
Lohoré Steve Ulrich Gohouri  dit Steve Gohouri, né le 8 février 1981 à Treichville (banlieue d'Abidjan) et retrouvé mort le 31 décembre 2015 dans le Rhin à Krefeld en Allemagne, est un footballeur international ivoirien.

## Biographie
Il passe son enfance à Saint-Michel-sur-Orge en banlieue parisienne. Il intègre ensuite le centre de formation du Paris Saint-Germain entre 1998 et 1999. Il va ensuite évoluer comme joueur professionnel en Israël, Suisse, Italie, Liechtenstein, Allemagne et Angleterre.  
Formé en tant qu'attaquant, il est repositionné au poste de stoppeur lors de son premier passage en Suisse.  
Il participe à la CAN 2008 et à la Coupe du monde 2010 avec l'équipe de Côte d'Ivoire avec laquelle il totalise 13 sélections.

### Mort mystérieuse
Alors qu'il vient de s'engager depuis peu avec le club de Steinbach (4e division allemande), Steve Gohouri part de Düsseldorf le 12 décembre 2015 pour rejoindre sa famille à Paris mais il n'atteint jamais sa destination et ne donne aucun signe de vie. L'inquiétude croissante manifestée par ses proches incite la police allemande à lancer un avis de recherche. Il est retrouvé mort dans le Rhin le 31 décembre 2015, à hauteur de Krefeld non loin de Düsseldorf. Une première autopsie n'a révélé aucun signe de violence.

## Carrière
- 1994-1998 : CS Brétigny  ( France)
- 1998-1999 : Paris SG  ( France)
- 1999-12/2000 : Bnei Yehoudah  ( Israël)
- 12/2000-2002 : Yverdon-Sport FC  ( Suisse)
- 01/2003-2003 : Bologne FC  ( Italie)
- 2003-2005 : FC Vaduz  ( Liechtenstein)
- 2005-01/2007 : BSC Young Boys  ( Suisse)
- 01/2007-12/2009 : Borussia Mönchengladbach  ( Allemagne)
- 01/2010-2012 : Wigan Athletic  ( Angleterre)[3],[4],[5]

## Palmarès
| - FC Vaduz - Coupe du Liechtenstein - Vainqueur : 2004, 2005 |